# Aloysius Ambrozic
Aloysius Matthew Ambrozic, né le 27 janvier 1930 à Gabrje en Slovénie et mort le 26 août 2011 à Toronto, est un cardinal catholique canadien, archevêque de Toronto de 1990 à 2006.

## Biographie

### Jeunesse et formation
Il est né à Gabrje en Slovénie sous le nom de Alojzij Ambrožič.
En 1945, il se réfugie avec sa famille en Autriche, pays où il complète ses études secondaires dans divers camps pour réfugiés. Sa famille émigre au Canada en 1948.
Il suit des études en théologie à Rome à l'université pontificale Saint-Thomas-d'Aquin (Angelicum) et en Écriture sainte à l'Institut biblique pontifical. Il poursuit ses études à l'université de Wurtzbourg en Allemagne où il obtient un doctorat en théologie .

### Prêtre
Il est ordonné prêtre le 4 juin 1955 pour le diocèse de Toronto. Après avoir été en paroisse à Port Colborne, il enseigne au séminaire Saint-Augustin à Toronto. Il enseigne aussi l'exégèse à l'école de théologie de Toronto de 1970 à 1976.

### Évêque
Le 26 mars 1976, il est nommé évêque auxiliaire de Toronto. Dix ans plus tard, le 22 mai 1986, il devient archevêque coadjuteur de ce même diocèse avant d'accéder au siège d'archevêque titulaire le 17 mars 1990. Il assume cette charge jusqu'au 16 décembre 2006, date à laquelle il se retire. Mgr Thomas Christopher Collins lui succède alors à la tête de l'archidiocèse.
En 2002, il accueille dans son diocèse le pape Jean-Paul II pour les journées mondiales de la jeunesse.

### Cardinal

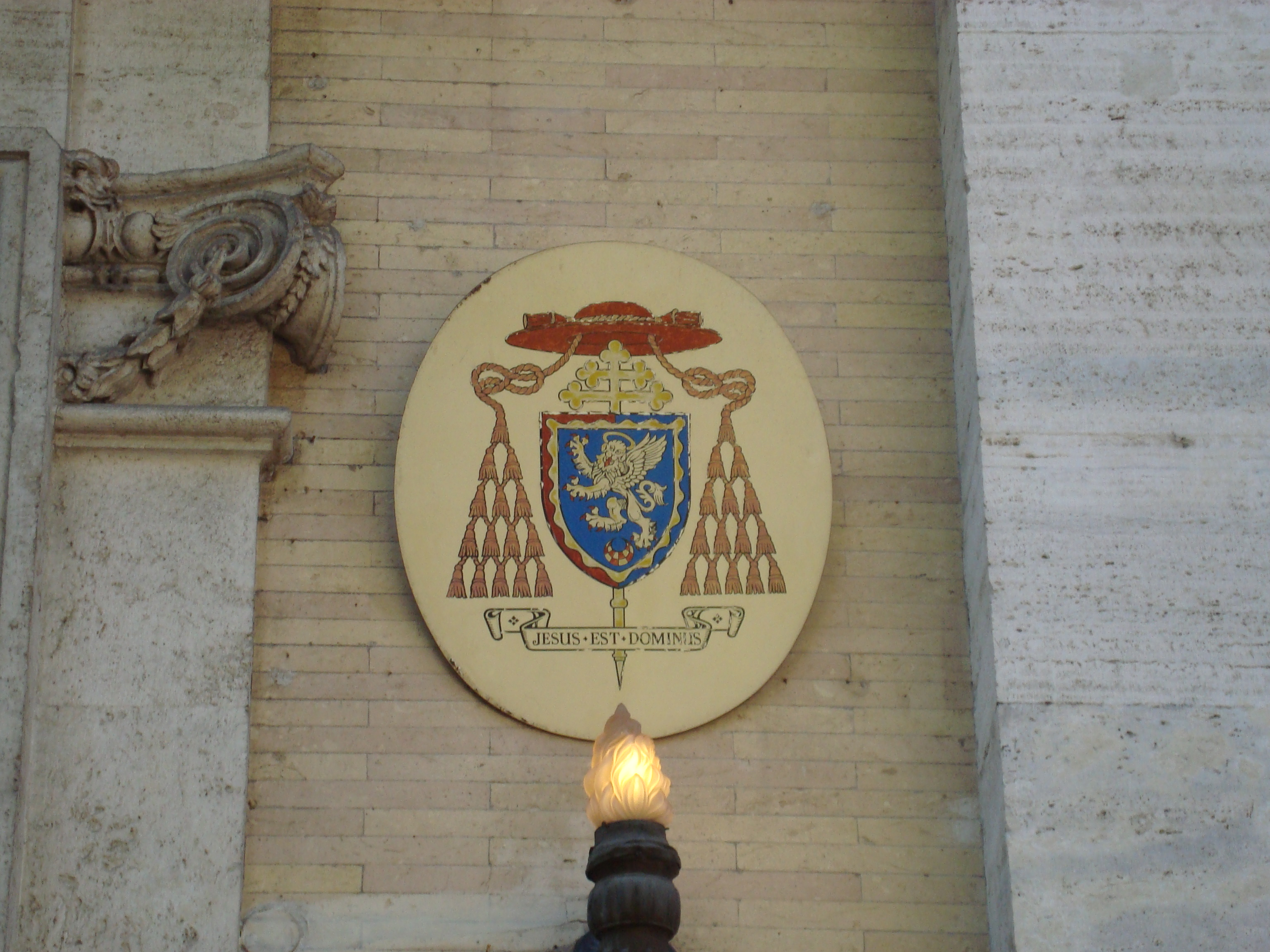
La devise Jesus Est Dominus d'Aloysius Ambrozic sur le fronton de l'église Santi Marcellino e Pietro al Laterano.

Il est créé cardinal par Jean-Paul II lors du consistoire du 21 février 1998 avec le titre de cardinal-prêtre de Ss. Marcellino e Pietro.
En 2005, il participe comme cardinal électeur au conclave qui élit le pape Benoît XVI.
Au sein de la curie romaine, il est membre de la Congrégation pour les Églises orientales, de la Congrégation pour le culte divin et la discipline des sacrements, de la Congrégation pour le clergé, du Conseil pontifical pour la pastorale des migrants et des personnes en déplacement et du Conseil pontifical pour la culture.
Il perd sa faculté de participer à un conclave le 27 janvier 2010, jour de son 80e anniversaire.

## Prises de position
Le cardinal Ambrozic a dû défendre la position de l'Église sur le sacrement du mariage, le mariage homosexuel étant désormais permis par le gouvernement canadien.

## Succession apostolique
Aloysius Ambrozic a ordonné les évêques suivants :
- Évêque John Stephen Knight (de) (1992)
- Évêque Nicola de Angelis, C.F.I.C. (1992)
- Archevêque Terrence Thomas Prendergast, S.I. (1995)
- Archevêque Anthony Giroux Meagher (1997)
- Évêque John Anthony Boissonneau (2001)
- Archevêque Daniel Joseph Bohan (2003)
- Archevêque Peter Joseph Hundt (2006)